# Аксакатасай
Аксакатасай, Аксаката або Аксагатасай (узб. Oqsoqotasoy, Оқсоқотасой)  — гірська річка (сай) у Ташкентському вілояті, найбільша ліва притока річки Чирчик.

## Етимологія назви
Назва сая походить від переказів про Аксакате — дослівно, «кульгавого батька». Під цим ім'ям відомий шанований в цьому місці святий, завдяки якому нібито дивовижним чином виникла річка.

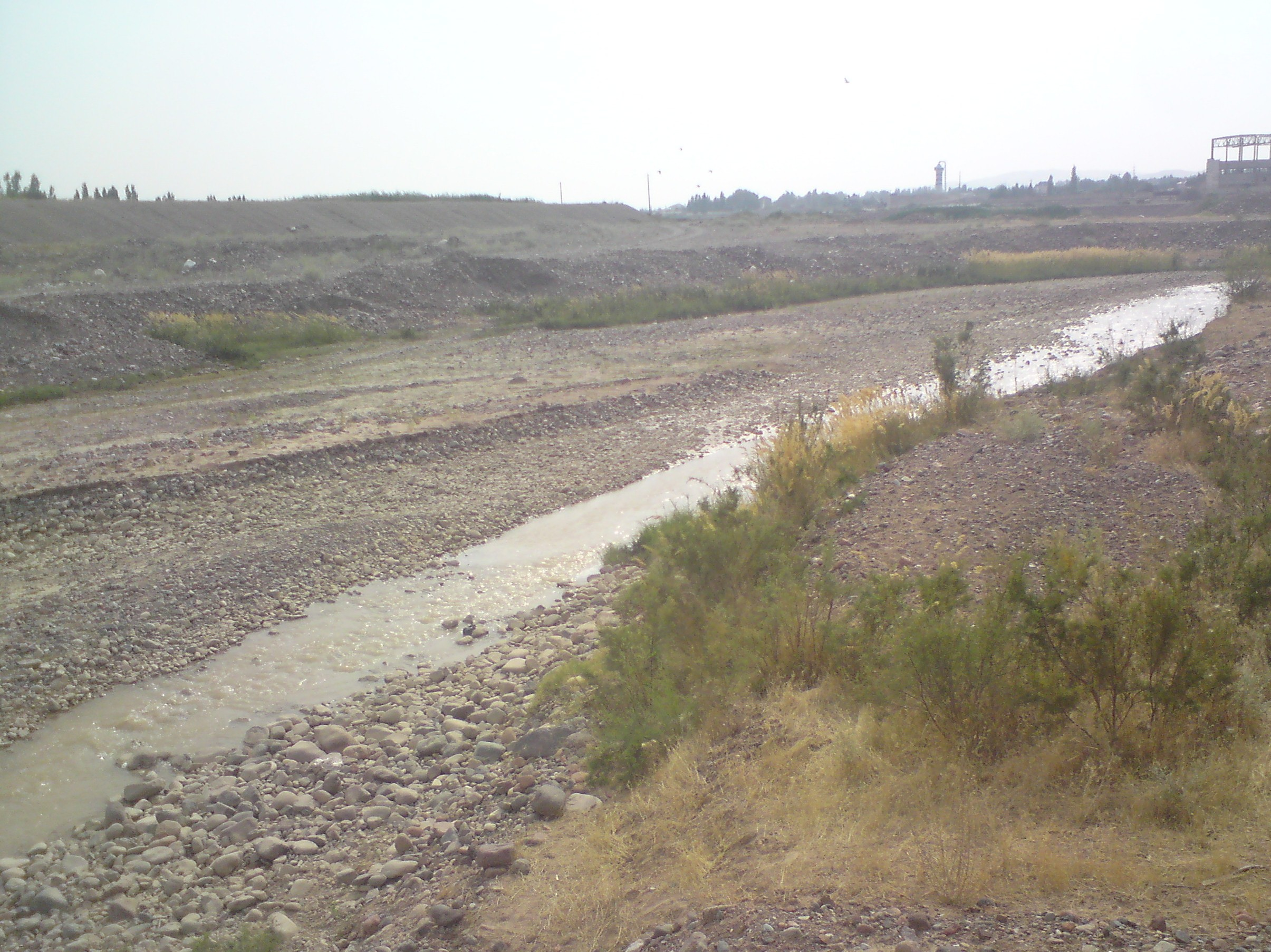
Аксакатасай в серпні (поблизу гирла)

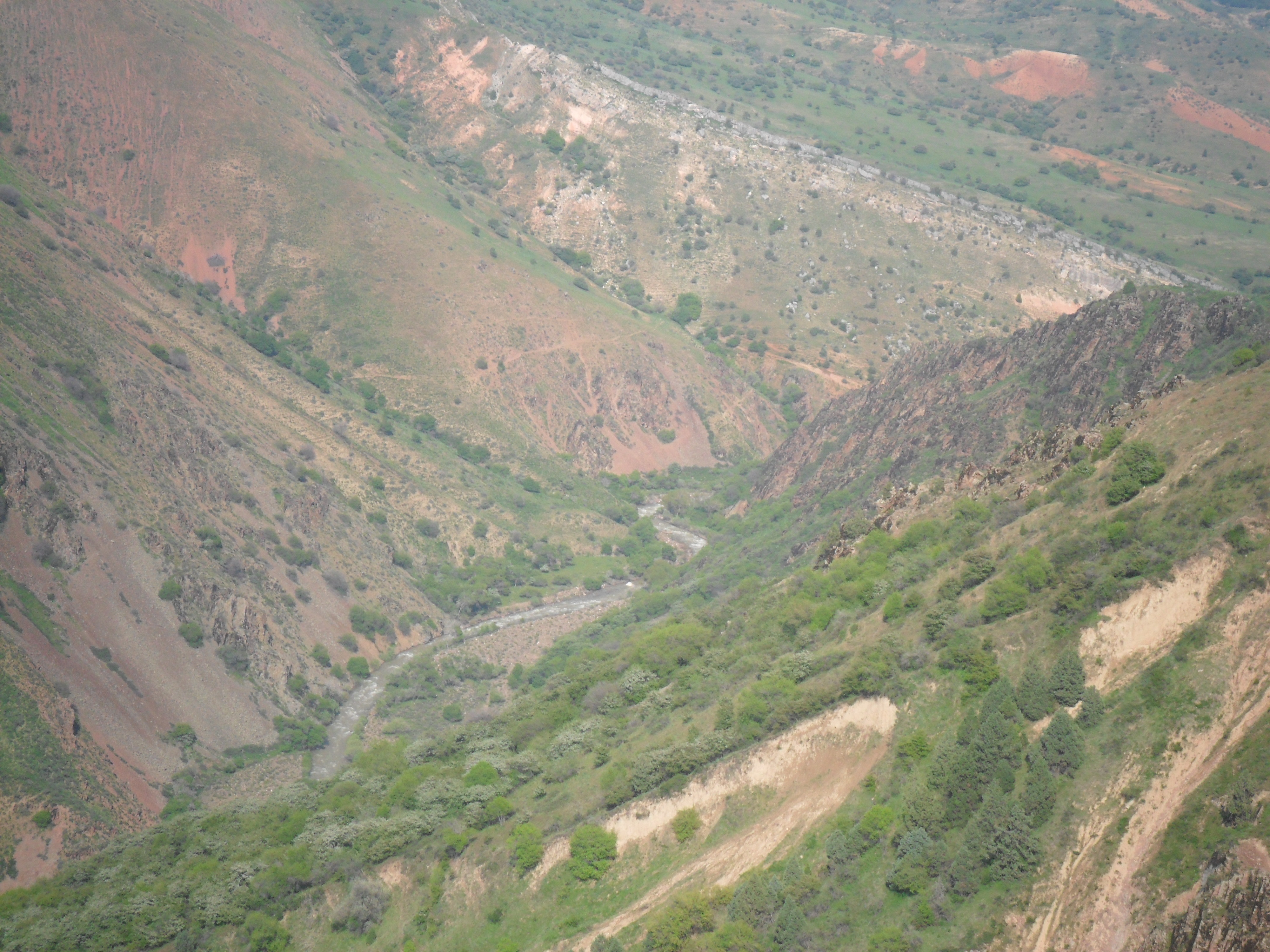
Долина Аксакатасая

## Гідрологічна характеристика
Довжина Аксакатасая становить 48 км, площа басейну, згідно з Національною енциклопедією Узбекистану, дорівнює 453 км², у своїй роботі В. Є. Чуб повідомляє, що площа водозбору вище селища Карамазар в низов'ї дорівнює 456 км² . Середня висота водозбору від селища Карамазар становить 1 840 м. Живлення річки переважно снігове й дощове, через що рівень води зазнає різких сезонних коливань. Річка багатоводна з квітня по червень (особливо в травні), коли витрата води досягає 72,1 м³/с, і маловодна від липня до жовтня, коли вона зменшується аж до 1,1 м³/с. Середньорічна витрата води поблизу селища Карамазар дорівнює 6,14 м³/с, об'єм стоку за рік — 193 млн м³, середній модуль стоку  — 13,6 л/с·км², шар стоку — 427 мм/рік, за даними 18-річних спостережень (у 1941–1987 роках) коефіцієнт мінливості стоку становить 0,380. Аксакатасай (ліва) і Угам (права) є двома найбільшими притоками Чирчика і єдиними притоками, що не пересихають протягом усього року.

## Течія річки
Аксакатасай починається від злиття водотоків джерельного походження в південно-західній частині Чаткальского хребта поблизу гори Текташ. Вододілом витоків Аксакати й річки Реваште є горбисте плато зі степовою рослинністю — урочище Актахта. У верхів'ї являє собою струмок, що проходить у вузькій і глибокій тіснині. Спочатку тече на захід, а за горою Чарктау поступово повертає на північний захід. У пониззі, перед впаданням у Чирчик, утворює широку долину з кам'янисто-галечниковим руслом.
У районі міста Газалкент перетинається з Паркентським магістральним каналом. Впадає в Чирчик на нижньому б'єфі Газалкентського гідровузла (неподалік, на правому березі Чирчика, розташована залізнична станція Барраж). В конусі виносу Аксакатасая ведеться розробка і видобуток інертних (нерудних) матеріалів.
На берегах річки розташовані населені пункти Тутомгали, Конурдек, Шулдак, Алчали, Учбау, Гіджал, Чехчім, Карамазар. На передгірній рівнині в межиріччі Гальвасая і Аксакатасая побудоване місто Газалкент.

## Благоустрій
2010 року в рамках боротьби з селями й руйнівними паводками проведено роботи з укріплення берегів Аксакатасая, використовуючи фрагменти бетону і каменю. Також проводився ремонт мостів через річку.

## Археологічні пам'ятки
У середньовіччі в гирлі Аксакатасая, на місці сучасного Газалкента, було велике місто, що мало чітко виділену цитадель, Шахрістан (центральну укріплену частину) і рабад (передмістя). Історичні джерела X століття згадують його під назвою Газак або Газал.

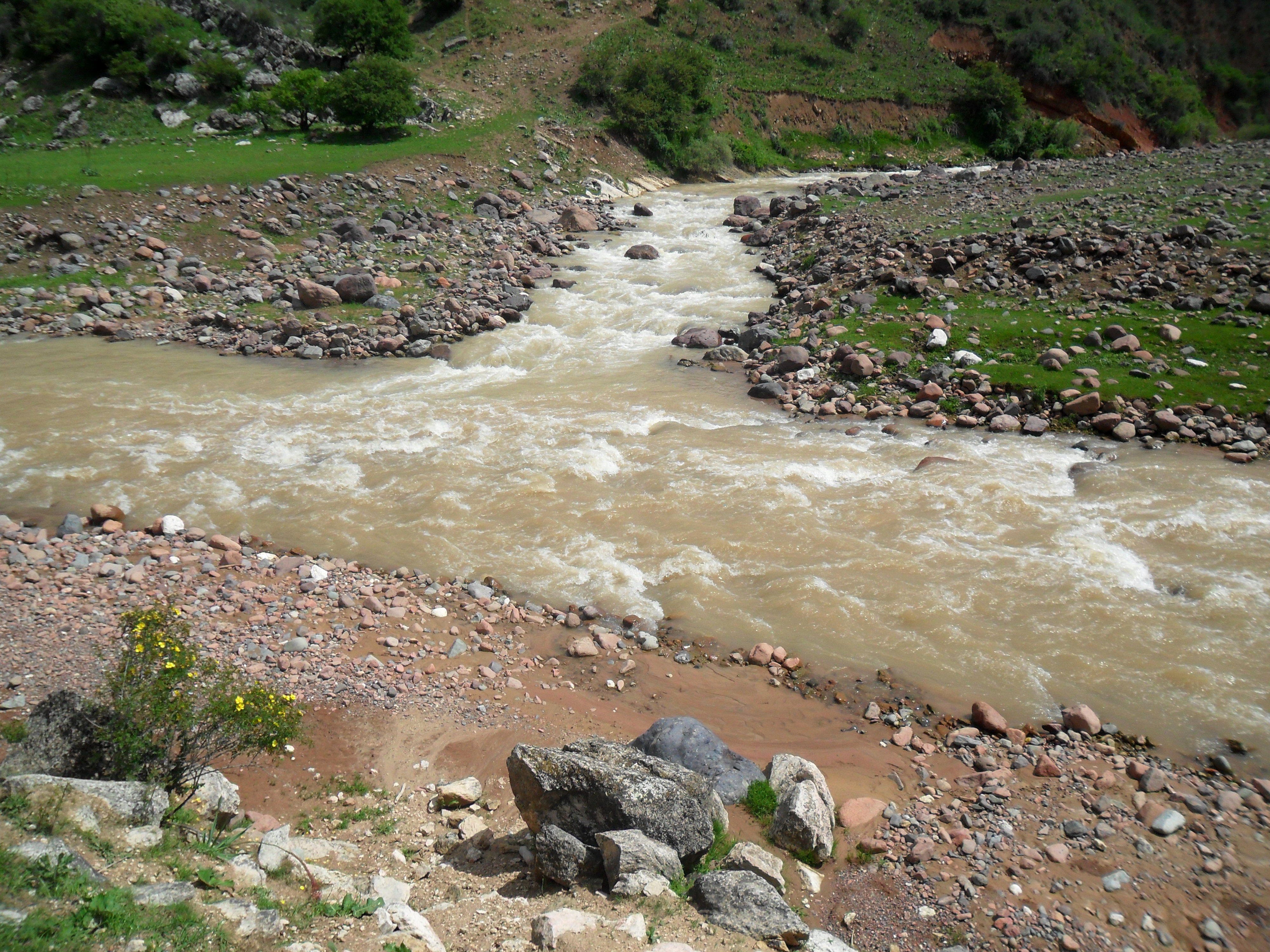
Нуреката впадає в Аксакатасай

## Палеонтологічна знахідка
2013 року в неогенових відкладеннях правого берега Аксакатасая виявлено зуби акули (в період неогену ця теорія була затоплена морськими водами). Знахідку зробили студенти факультету геології Національного університету Узбекистану.

## Притоки Аксакатасая
Деякі притоки Аксакатасая (вказані в послідовності їх впадання): Карангур (права), Текелі (права), Арпатакти (права), Кашкасу (ліва), Коспа (ліва),  Кизилбастау (ліва), Нуреката (права), Архит (ліва), Казахсай (права), Бельдерсай (права) , Опашаксай (права), Шимсасай (права), Симчасай (права), Посталісай (ліва). Найбільшими притоками є Бельдерсай і Нуреката (Нурекатасай).